# 华金·图里纳
华金·图里纳·佩雷斯（西班牙語：Joaquín Turina Pérez，1882年12月9日—1949年1月14日），西班牙作曲家。早年在巴黎学习，师从丹第并结识了德彪西和拉威尔。1914年回国，1931年出任马德里音乐学院教授。图里纳的作品受到安达卢西亚民间音乐的强烈影响，同时也具有一定的印象主义音乐特点，作品富于民族特色和多变的色彩。